# تشيني غاليليو

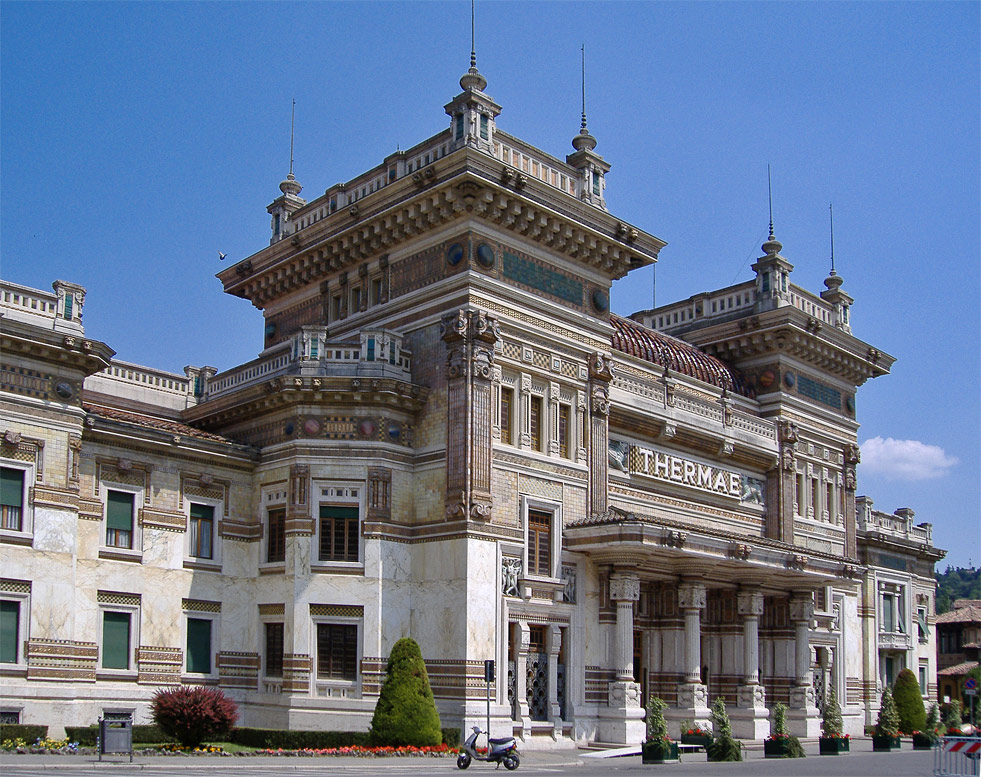
Terme Berzieri (حمامات بيزيري)

غاليليو تشيني ماريا أندريا (Galileo Chini) (فلورنسا ، 2 ديسمبر 1873—فلورنسا ، 23 أغسطس 1956) هو رسام ، فنان, بياني ، معماري، سينوغرافي، وخزفي إيطالي ، وهو واحد من مناصري نمط الليبرتي الإيطالي.
من الأعمال المشهورة لتشيني غاليليو, الزينة الخارجية والداخلية لحمامات بيرزيري (فلورنسا 1873—1956)
هذة الحمامات من تصميم أوغو جوستي (Giusti) (فلورنسا 1880—1928) ، وجوليو برنارديني-Giulio Bernardini (Pescia 1863—1946)

## معرض صور

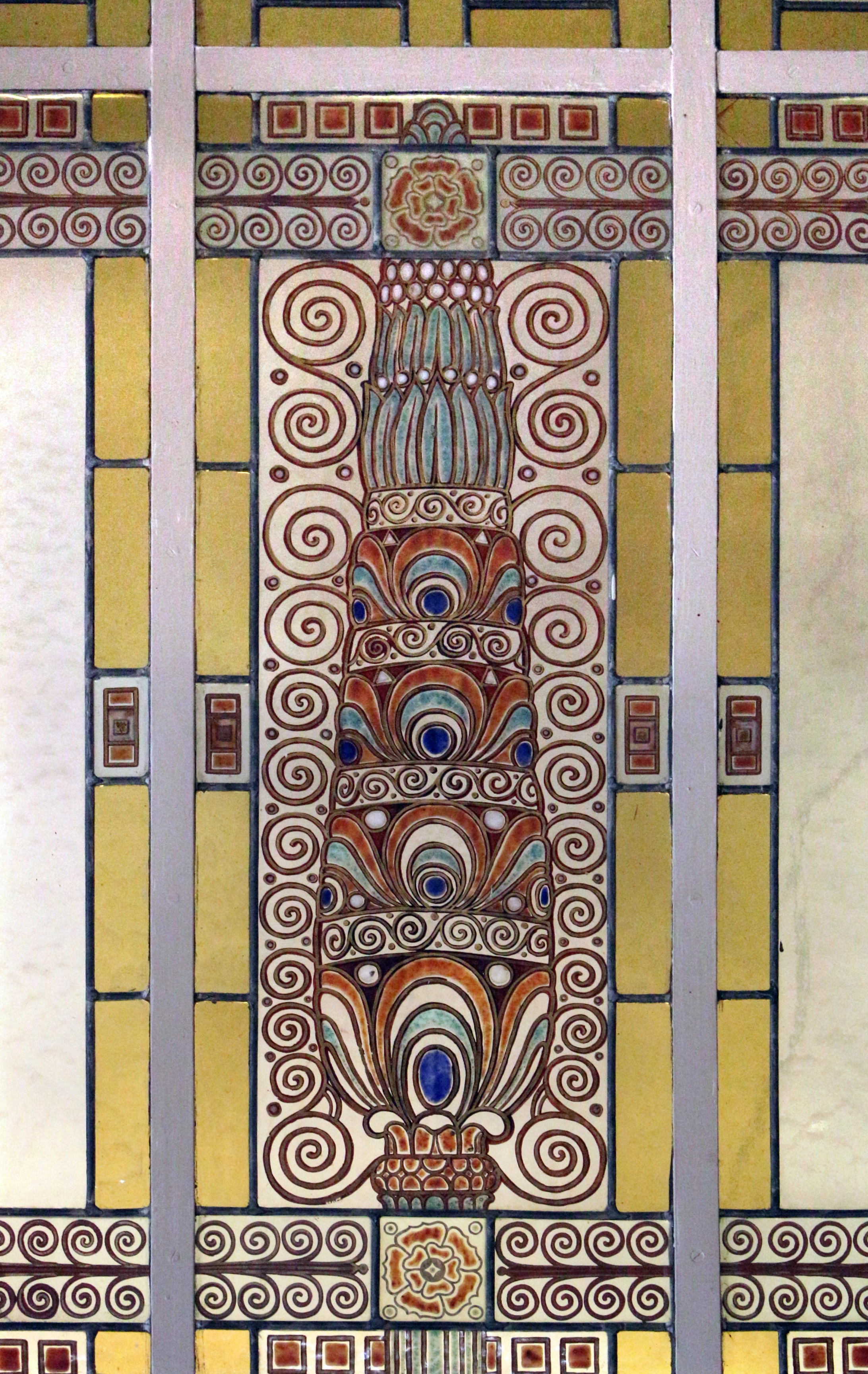